# نيكيتا أوجلوف
نيكيتا أوجلوف (بالروسية: Углов, Никита Сергеевич) مواليد 11 أكتوبر 1993، هو عداء روسي متخصص في الجري السريع. فاز بالميدالية الذهبية في بطولة أوروبا لألعاب القوى تحت 23 سنة 2013.

## الميداليات
| الميدالية | المسابقة                                  |
| --------- | ----------------------------------------- |
| فضية      | بطولة أوروبا لألعاب القوى 2014            |
| ذهبية     | بطولة أوروبا لألعاب القوى تحت 23 سنة 2013 |
| برونزية   | بطولة أوروبا لألعاب القوى تحت 23 سنة 2013 |
| فضية      | بطولة أوروبا لألعاب القوى للناشئين 2011   |
| فضية      | بطولة أوروبا لألعاب القوى للناشئين 2011   |
| فضية      | الألعاب الأولمبية الصيفية للشباب 2010     |

## روابط خارجية
- نيكيتا أوجلوف على موقع الاتحاد الدولي لألعاب القوى (الإنجليزية)
- نيكيتا أوجلوف على موقع أوليمبيديا (الإنجليزية)